# El Makarem de Mahdia (Handball)
Die Handballabteilung des tunesischen Sportvereins El Makarem de Mahdia (arabisch مكارم المهدية, DMG Makārim al-Mahdiyya) aus der Stadt Mahdia gilt als die erfolgreichste Sparte des Klubs. Die Mannschaft hat auf nationaler Ebene mehrere Titel errungen. Beheimatet im tunesischen Sahel, trägt die Mannschaft ihre Spiele in den Vereinsfarben Blau und Weiß aus und spielt in der höchsten Handball-Liga Tunesiens.

## Geschichte

### Anfangsjahre
Die Stadt Mahdia erlebte im Jahr 1927 die Gründung ihres ersten Fußballvereins, der Mahdois Sports Club, der zwei Spielzeiten lang existiert, bevor er aufgelöst wurde.
Der antikoloniale Aktivist Béchir Attia gründete 1930 den Verein Musulmane de Mahdia mit Frej Ben Hmida, Hédi Bourguiba, Ali El May und Béchir Ben Khelifa als Spieler. Nach dreijähriger Tätigkeit wurde das Team von den französischen Behörden aufgelöst, die ihn verdächtigten, den tunesischen Nationalismus zu schüren.
Béchir Attia umging das Vereinsverbot, indem er El Makarem de Mahdia im Jahr 1937 als Wohltätigkeitsorganisation gründete. 1939 wurde die Fußballabteilung gegründet. 1947 gewann sie die regionale Meisterschaft. Die damaligen Spieler waren Mohamed Zabik, M'hammed Sghaïer, Ahmed Mansour, Houcine Remadi, Ahmed Haj Romdhan, Tahar Handous, Mahmoud Handous, Ali Sakka, Hédi Farhat, Mohamed Taieb Braham und Ali Hammouda.

### Vereinsfarben
Bis 1959 trug der Verein die Farben Rot und Gelb. 1960 trug der Verein für eine einzige Saison die Farben Grün und Blau und nahm dann seine aktuellen Farben an, die als bedeutsam für die geografische Beschaffenheit der Region gelten.

### Handballabteilung
Die Handballsektion entstand im Jahr 1962 auf Initiative des damaligen Vereinspräsidenten Mohamed Chelayfa. Der Verein erreichte in der Saison 1964/65 die zweite Liga und 1974/75 stieg EM Mahdia erstmals in die höchste Spielklasse auf.
1979 spielte die Handballmannschaft ihr erstes Finale im tunesischen Pokal gegen Espérance Tunis, das sie mit 20 zu 26 verlor. 1980, 1983 und 1985 verlor man jedes Mal gegen Espérance im Finale. In der Saison 1987/88 erreichte man erneut das Pokalfinale, verlor aber mit 21:25 gegen Club Africain.
Im Jahr 1990 bezwang man Espérance mit 22:21 im Finale und holte somit den ersten Titel. Der zweite Pokalsieg gelang 1999 gegen den Nachbarn Étoile Sportive du Sahel (22:21). In der Saison 1993/94, zwischen den beiden Pokalsiegen, gelang es auch die bisher einzige Meisterschaft des EM Mahdia zu gewinnen. Im Play-off um den Ligatitel gewann man neun von zehn Spielen und beendete die Sechsergruppe vor Espérance, Club Africain, Étoile Sportive du Sahel, dem AS Hammamet und Zitouna Sports. Zuvor hatte man sich als Dritter für die Endrunde der Meisterschaft qualifiziert.
International erreichte Makarem Mahdia zwei Endspiele und holte mehrere Bronzemedaillen. 2007 verlor man das Finale des afrikanischen Pokals der Pokalsieger in einem rein tunesischem Finale gegen Club Africain. 2014 kam man bis ins Finale der arabischen Handball-Champions League, verlor aber überraschend gegen al-Ahli aus Bahrain (23:25).

## Erfolge
| National | International |
| --- | --- |
| - Tunesische Meisterschaft (1) - Meister: 1994 - Tunesischer Pokal (2) - Sieger: 1990, 1999 - Finalist: 1978, 1980, 1983, 1985, 1988, 1993, 1995, 2006, 2008, 2023 | - Arabische Champions League - Finalist: 2014 - Dritter: 1991, 2015 - Arabischer Pokal der Pokalsieger - Dritter: 1996 - Afrikanischer Pokal der Pokalsieger - Finalist: 2007 - Dritter: 1994 |